# حجر كريم

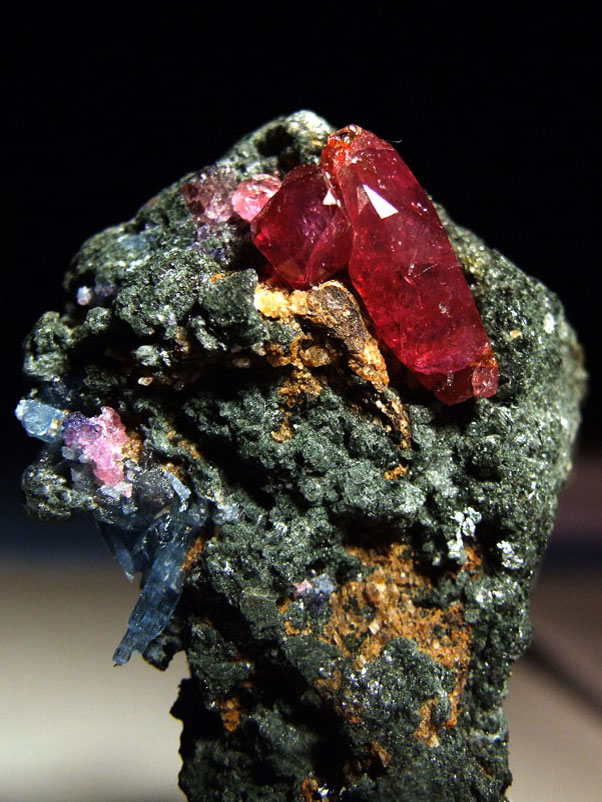
حجر ياقوت طبيعي.

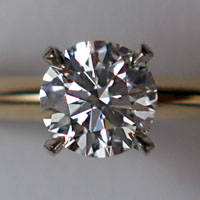
ألماس.

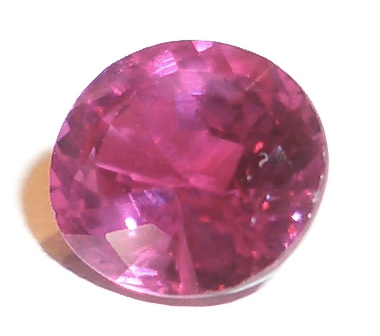
ياقوت.

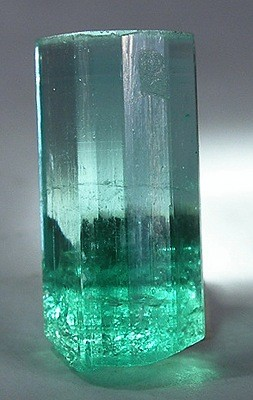
بِريل.

الأحجار الكريمة (أو الثمينة أو النفيسة) هي معادن متبلورة مصقولة ذات قيمة مرتفعة تستخدم في صناعة المجوهرات ولأغراض الزينة.
يختلف تركيب كل حجر كريم عن الآخر من حيث الظروف والعناصر المكونة ونوع الشوائب المتداخلة خلال عمليات التركيب الأساسية، فالنظام الشبكي البلوري المكون لمعظم الأحجار الكريمة الرئيسة متشابه فيما بين تلك الأحجار. والذي يميز حجراً عن الآخر هو عناصر التداخل خلال الانبثاق والتكوين البلوري السريع والذي يكرر العادة والنسق والأسلوب للمركز المتنوي عند بداية عملية البلمرة وتتفاوت درجة ألوانها باختلاف درجة الشفافية الناتجة عن عدة عوامل منها نوع المعادن التي تدخل كشوائب على السليكون وبالتالي فإن عدد كبير ومتنوع من الأحجار الكريمة يتكون نتيجة لذلك ويجب الملاحظة أن جميع أنواع الأحجار الكريمة متكونة من عنصرين فأكثر إلا الألماس فهو أحادي التكوين من عنصر واحد هو الكربون.

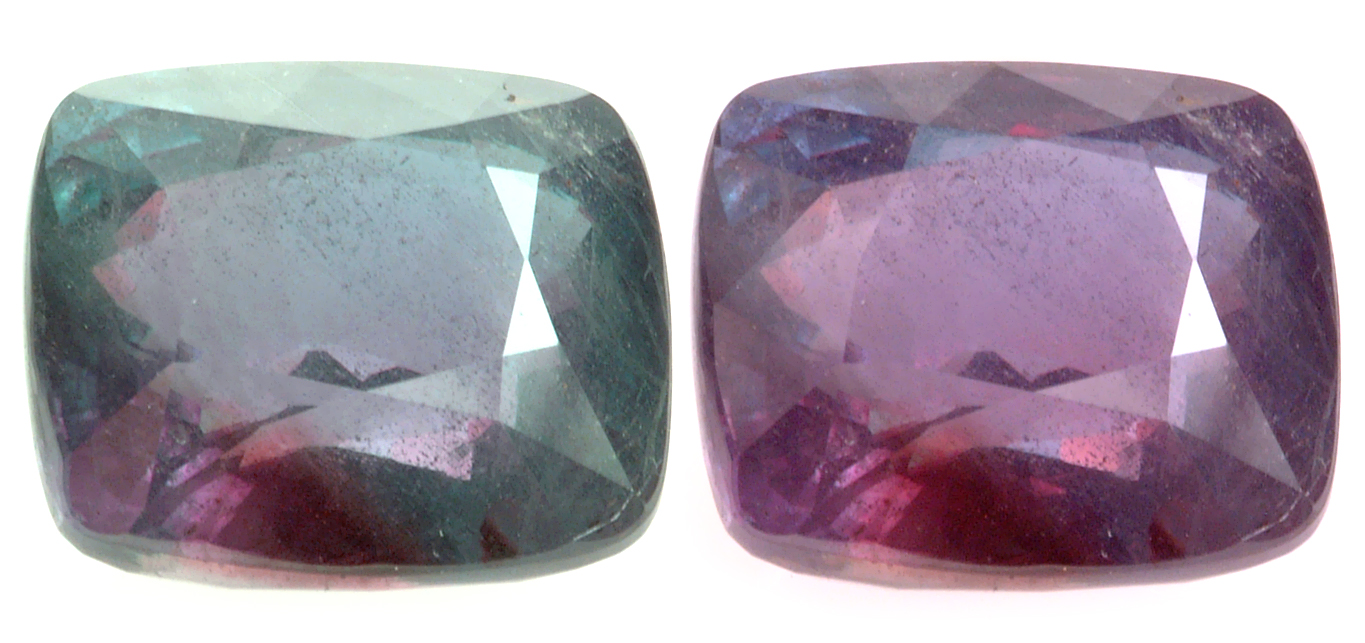
ألكسندريت.

وبعض الأحجار الكريمة تتكون في باطن الأرض على أعماق مختلفة، وقد تتحد مع عناصر أخرى أو تكون في صورة حرة، مثل الياقوت والزمرد والألماس الذي يوجد في بعض الأحيان على عمق 160 متراً تقريباً، ويخرج ضمن الحمم البركانية وناتج الزلازل الأرضية. وأما البعض الآخر فتتكون في المملكة الحيوانية حيث تستخرج من قاع البحر، مثل المرجان واللؤلؤ الذي كان يعد من أجمل وأغلى الأحجار الكريمة في الماضي ولا سيما لؤلؤ الخليج الذي اكتسب سمعة عالمية كبيرة. كما تمنحنا المملكة النباتية الكهرمان الأصفر الجميل.

## الأحجار الكريمة في اللغة
إن مصطلح "Gemstones" في اللغة الإنجليزية والمؤلف من كلمتين ومرادفها في اللغة العربية الكلمتين «الأحجار الكريمة» أو ما يقابلها في اللغات الأخرى وتعني الأحجار الطبيعية التي تتكون في باطن الأرض لا دخل لإنسان في تكوينها إطلاقاً، ويقوم باستخراجها من الأرض، كالألماس والياقوت والزفير والزمرد. وقد استخدمها الإنسان للزينة أو للعبادة أو قام بعبادتها للأسباب سنتناولها في الأجزاء اللاحقة ولكن في هذا الجزء سنتحدث عن الأحجار الكريمة من حيث علم أصول الكلمات وسنتناول بداية أصل "Gemstones" في اللغة الإنجليزية، وبما أن اللغة الإنجليزية تنقسم من حيث الأصل إلى جزئين أساسيين اللغة الإنجليزية القديمة وهي الفترة التي بدأت تقريباً من (450) عام قبل المسيح واستمرت حتى القرن الثاني عشر بعد المسيح وهي مشتقة من اللغات الجرمانية الغربية وتأثرت باللغة النرويجية بقوة ومثال على ذلك القصيدة البطولية باللغة الإنجليزية القديمة بيوولف.

## الأحجار الكريمة في أساطير القدماء
أسرت الأحجار الكريمة عقل الإنسان وقلبه على مرّ العصور، حيث تميزة بقوى طبيعية خارقة ارتبطت بهاجِس الإنسان الإجتماعي بشكل رئيسي وموضوعاتها التي كانت لا تكاد تقتصر على مسائل العلاقات الاجتماعية في البداية، كانت الاكتشافات الكثيرة للأحجار الكريمة المعروفة في يومنا هذا مثل الزمرد والياقوت والزفير والألماس هي الشرارة التي أطلقت العنان لتفكير الإنسان ليكون أكثر بعداً عن الواقعية ويخلو من التأملات الفلسفية والميتافيزيقية، بل على العكس فقد سيطرت خصائصها الفيزيائية على عقله وتفكيره، وبسبب عدم قدرته على تفسير تلك الظواهر فاستخدم العناصر الخيالية -في بعض الأحيان- بهدف خلق عنصر التشويق والإثارة في نسج الأسطورة والتي كانت تمتاز أحياناً بالبساطة، وكانت تسير في اتجاه خطي واحد وتحافظ على تسلسل منطقي، ينساب في زمان ومكان حقيقي، ولها رسالة تعليمية وتهذيبية لذلك عبدها وقدسها مثلما قدس الشمس والقمر والرياح والمطر والرعد وأية ظواهر طبيعية أخرى أحاطت به ولم يفهمها، ومن المؤكد أن هذه الأساطير قد ألفت في مرحلة فكرية أكثر نضجاً ورقيّاً فجعلها مرادفاً لمفاهيم إنسانية وقيم عليا مثل جزاء الخيانة، فضل الإحسان، مضار الحسد، التي تتضمن رموزاً تتطلب التفسير ومن ثم أطلق عليها أسماء وصفات إلى درجة الادعاء بأنها الآلهة، فأنشأ المعابد وعين الكهنة والخدم لتلك الصروح الوهمية.
عرف البشر الجواهر والأحجار الكريمة منذ نحو 40 ألف سنة، وأيامها كان الإنسان البدائي يستخدمها في صناعة العقود والتمائم والحلي، كما يصنع منها لصلابتها رؤوساً لسهام الصيد. ويقول الدكتور زكريا هميمي في كتابه (موسوعة الأحجار الكريمة): إن الإنسان بدأ شيئاً فشيئاً في استخدام أنواع عديدة من الأحجار الكريمة وبدأت عمليات التهذيب والتقطيع والصقل والتلميع والتشكيل في صورة قلائد تحاكي بعض مفردات الطبيعة وهو ما كشفت عنه بعض القلائد والعقود البابلية التي عُثر عليها على ضفاف نهر الفرات والتي تعود إلى عام 5000 ق.م وهي مصنوعة من السَبَج (صخر بركاني يشبه الزجاج) ومن بعض الصخور الطبيعية وبعض الأصداف والمحار.

## الأحجار الكريمة في المعتقدات والديانات
جاء ذكر الأحجار الكريمة في جميع ديانات الأرض ومعتقداتها بلا استثناء فمن أقدم المعتقدات التي عرفها الإنسان «البوذية» وصولاً إلى آخر الديانات السماوية «الإسلام»، فقد ذكرت تلك الديانات الأحجار الكريمة بمنتهى الدقة أو التكريم وهذه الرموز تكمن حكمة كونية ملهمة. أفكارها المركزية تعبر عنها بوضوح استثنائي الثيوصوفية ظهرت أفكارهم التي ارتبطت ارتباطاً روحياً وعضوياً بهذه الأحجار. إن الكونية المندائية تشير إلى الكينونة الأسمى بـ «تكريم وتعظيم الأحجار الكريمة» التي توصف بأنها غريبة متفردة ـ نكرانية ـ بمعنى أنها بعيدة لا يمكن فهم كينونتها لكونها تفوق الوصف. وبسبب غموضها وتجريدها فإن المندائيين يتكلمون عنها دوماً بصيغة الجمع الحيادي (الأحجار). وهي أحجار طبيعية تتكون في باطن الأرض لا دخل لإنسان في تكوينها إطلاقاً، ويقوم باستخراجها من الأرض، كالألماس والياقوت والزفير والزمرد. جاء ذكر ووصف بعض الأحجار الكريمة في القرآن الكريم قال سبحانه وتعالى: (يخرُجُ مِنهُما اللؤلؤ والمرجان), سورة الرحمن ويصف سبحانه الحور العين في الجنة (كأنهن الياقوت والمرجان)، وقال سبحانه: (وحور عين * كأمثال اللؤلؤ المكنون).

## الخصائص الفيزيائية في الأحجار الكريمة
الأحجار الكريمة المتكونة من المعادن الطبيعية خلال عمليات جيولوجية يطلق عليها (أحجار كريمة) أما الأحجار الصناعية الناتجة عن سلسلة عمليات كيميائية مخبرية صناعية فيطلق عليها الأحجار المقلدة أو الزائفة. ولا تعود الكلمة على المركب الكيميائي فقط، ولكن على البناء المعدني أيضاً. تتغاير المعادن في التركيب من عناصر نقية، وأملاح بسيطة، إلى سيليكات غاية في التعقيد بآلاف التكوينات المعروفة.وتعرف تلك العمليات بالتركيب الكيميائي (chemical composition) والتي تعرف باسم الصيغة الكيميائية (formula) ولا تكون الشوائب من ضمن تلك الصيغة حتى لو كانت تلك الشوائب هي المسبب للون ذلك الحجر الكريم.
انظر الشبكات البلورية في الأحجار الكريمة.

## ترتيب الأحجار الكريمة حسب القساوة
إن ما يميز الأحجار الكريمة عن الأحجار الأخرى بعض الصفات الفيزيائية ومنها المتانة، الندرة، اللون، الصلادة (القساوة)، وهذه المقاييس والاعتبارات هي تأكيدات علمية لجودة الحجر، ويحتل الألماس بصلادته المرتبة الأولى ثم الياقوت، الزمرد، ياقوت أزرق (زفير) واللؤلؤ على آخر سلم الصلادة وتختلف ألوان اللؤلؤ باختلاف البيئة المحيطة به، ويقاس بدرجة نقائه وكبر حجمه والاستدارة المنتظمة، ويعتبر الأسود منه أغلى من الأبيض لندرته.
| الرقم | الحجر الكريم - شبة كريم                                                    | درجة الصلادة (القساوة) |
| ----- | -------------------------------------------------------------------------- | ---------------------- |
| 1     | ألماس                                                                      | 10                     |
| 2     | كورندوم \ ياقوت أحمر\ ياقوت أزرق أو الزفير                                 | 9                      |
| 3     | زركون \ ألكسندريت                                                          | 8.5                    |
| 4     | لعل (إسبينيل) \ توباز                                                      | 8                      |
| 5     | أكوامارين \ بريل \ زمرد                                                    | 7.5 - 8                |
| 6     | الصفرين sapphirine\ الاكلاز Eucluse \ الأندلسي Andulusite                  | 7.5                    |
| 7     | تورمالين \ جمشت                                                            | 7 - 7.5                |
| 8     | سترين \ صخر كرستال \ مرو (كوارتز)\ كوارتز دخاني smoke quartz \ كوارتز وردي | 7                      |
| 9     | جارنيت \ زركون \ المندايت ألمندين                                          | 6.5 - 7                |
| 9     | عقيق \ يشب \ زبرجد \ عين النمر                                             | 6.5                    |
| 10    | حجر القمر \ بيتاليت \ بيريت \ Amazonite                                    | 6                      |
| 11    | حجر الدم (هيماتيت) \ أوبال \ مغنيتيت                                       | 5.5 - 6                |
| 12    | لازورد (عوهق) \ فيروز                                                      | 5                      |
| 13    | فلوريت \ مرجان                                                             | 3-4                    |
| 14    | لؤلؤ \ تالك (طلق)                                                          | 3-1                    |

## الوزن في الأحجار الكريمة
إن وحدة قياس الوزن في الأحجار الكريمة الأساسية هي القيراط ويساوي خمس الغرام 1\5 ويجب عدم الخلط ما بين القيراط وحدة قياس الجودة في الذهب فالقيراط في الوزن هي وحدة قياس فعلية مصدرها من حبوب أو بذور الخروب حيث اعتمد التجار العرب ومن قبلهم تجار الصين والهند الوزن بالحبوب كطريقة مثلى في ذلك الوقت لوزن المعادن والأحجار الثمينة بينما القيراط في الذهب هي وحدة قياس مجازية للجودة المعدن، بينما تقاس الأحجار الكريمة الأخرى الطبيعية أو النصف كريمة مثل الفيروز والعقيق والجمشت والألكسندريت، بوحدة الغرام في الكثير من الأحيان حيث انه لا توجد ندرة في تلك الأحجار وتواجدها بكميات تجارية ضخمة إلا أن النفيس منها يقاس بالقيراط وللتنويه فقد سميت نصف كريمة بهذا الاسم نظراً لأنها أقل سعراً وجمالاً من الأحجار الكريمة الأساسية النادرة.

## أشهر الأحجار الكريمة
- 1 - الألماس.
- 2- التوباز.
- 3 - المرو (كوارتز).
- 4 - الكهرمان.
- 5 - اللؤلؤ.
- 6 - الياقوت الأحمر.
- 7 - الياقوت الأزرق (الزفير) .
- 8 - الياقوت الأصفر.
- 9 - اللعل (إسبينيل).
- 10 - الزمرد (وهو من أجمل الأحجار الكريمة).
- 11 - الأكوامارين (وهو الزمرد الأزرق).
- 12 - العقيق الأحمر (ينع).
- 13 - التورمارين.
- 14 - الجمشت (وهو نوع المرو، لونه بنفسجي).
- 15 - عين الهر (وهو سليكا مائية).
- 16 - الزبرجد (وهو نوع من السليكات).
- 17 - الفلسبار (وهو جزء من صخور معينة، وأجود أنواعه الأولوجيو كلاز).
- 18 - الزركون (وهو معدن نادر جداً).
- 19 - حجر الدخنج (التوتيه)، وهو نصف كريم.
- 20 - اليشب (وهو نصف كريم).
- 21 - الفيروز (وهو نصف كريم).
- 22 - المرجان.
- 23 - در النجف (حجر براق)

## صور الأحجار الكريمة

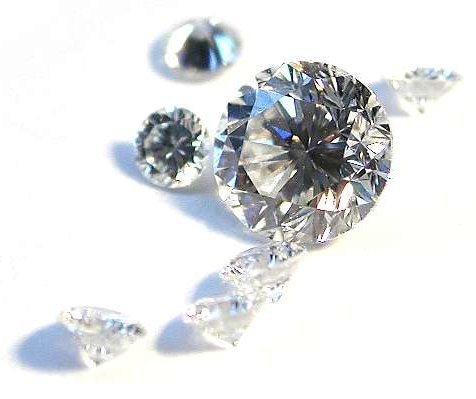
ألماس
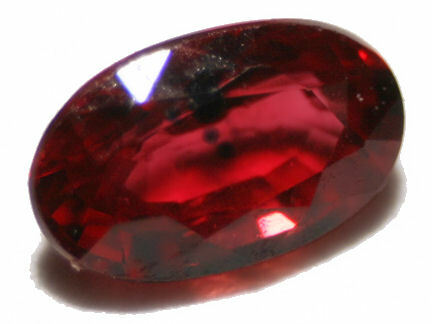
ياقوت
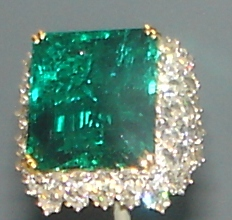
زمرد
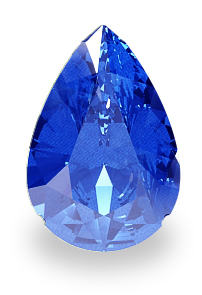
زفير
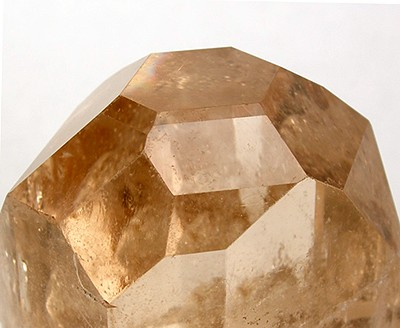
توباز
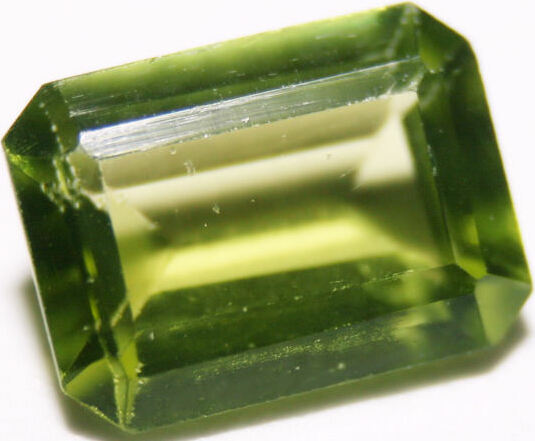
زبرجد
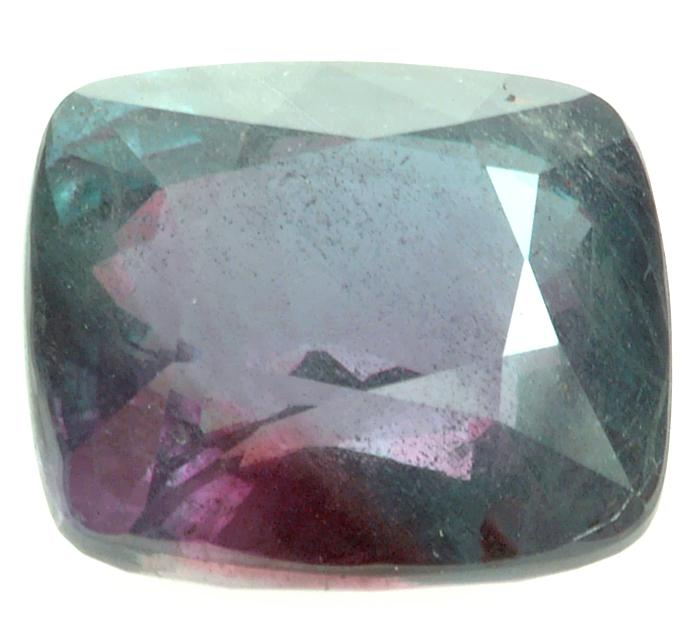
ألكسندريت
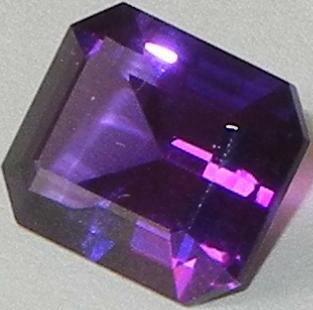
اماتيست
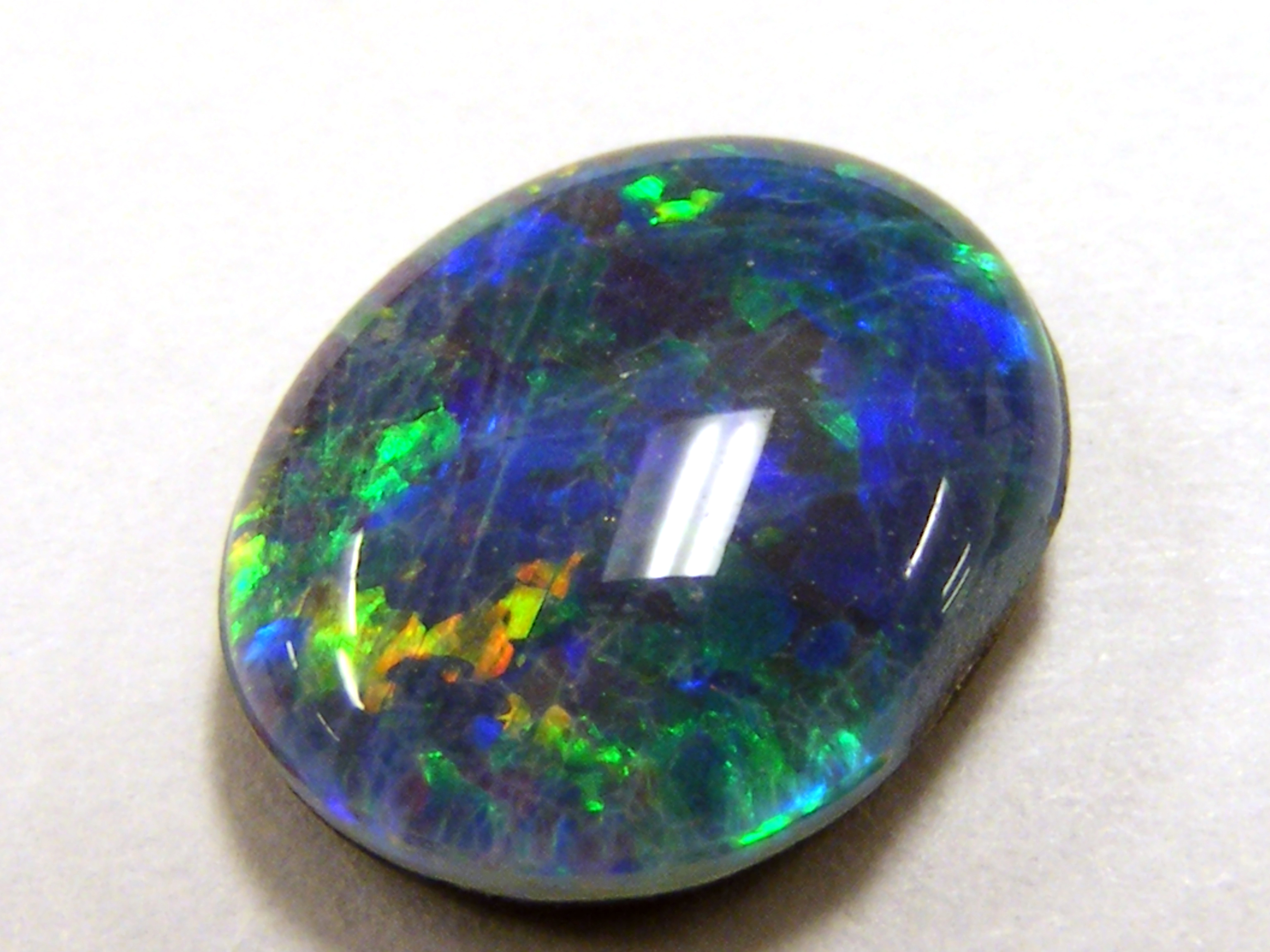
أوبال
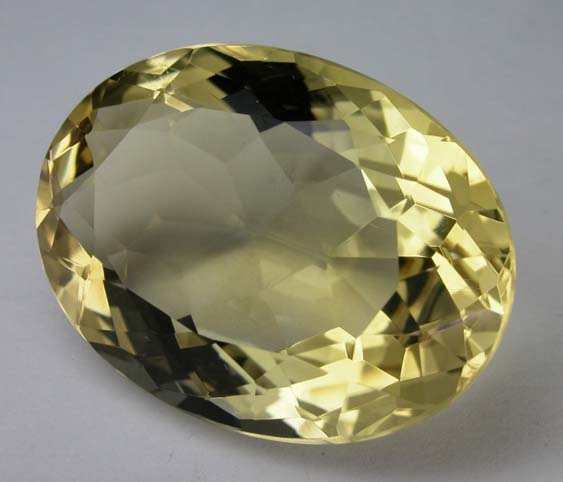
مرو
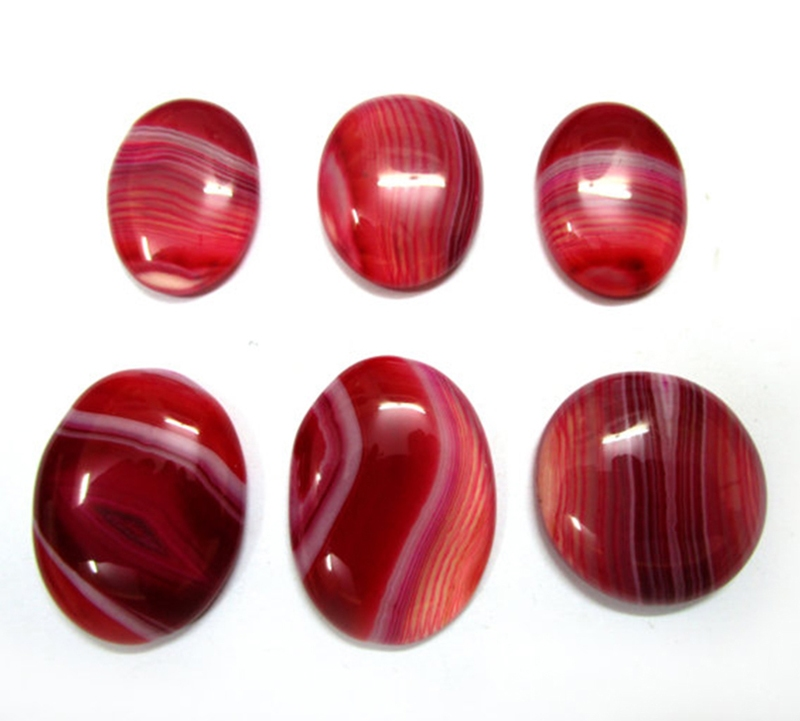
جزع
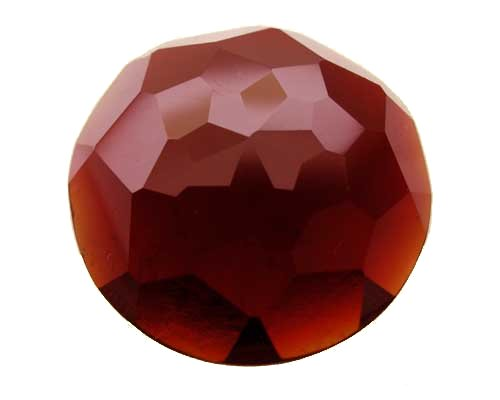
جارنيت
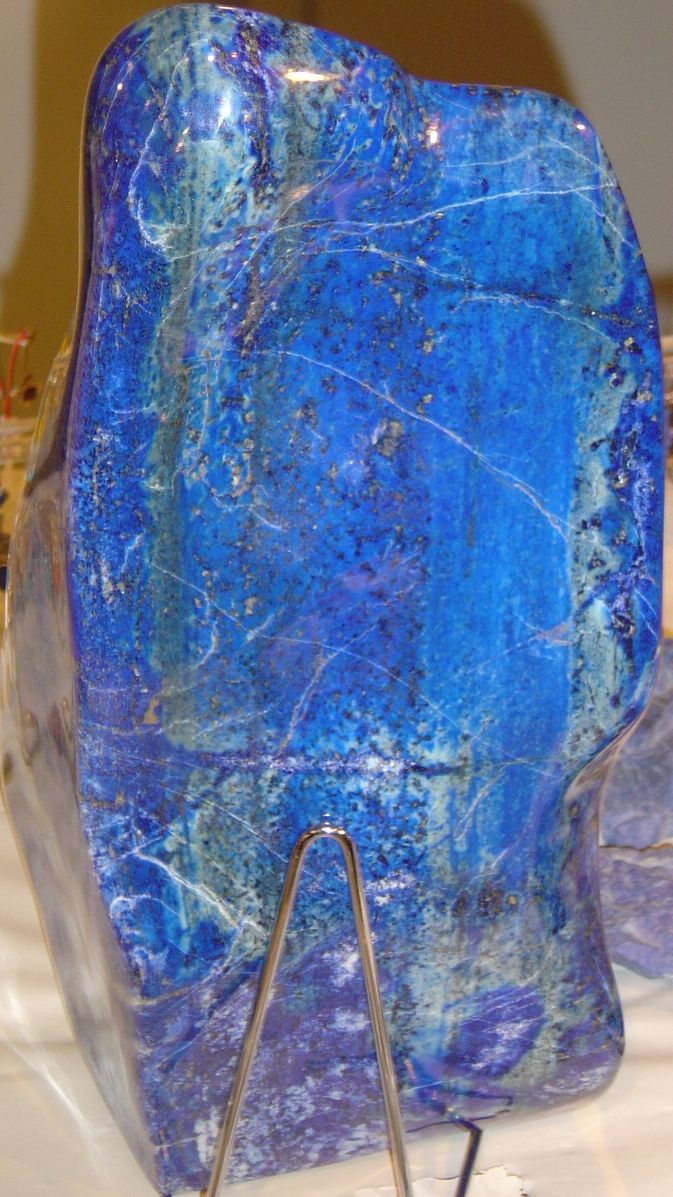
لازورد أو عوهق
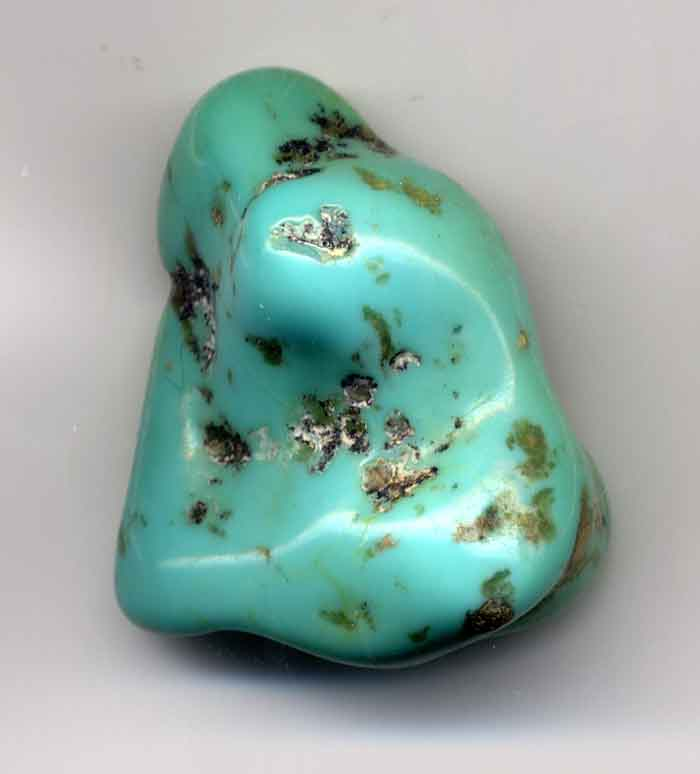
فيروز
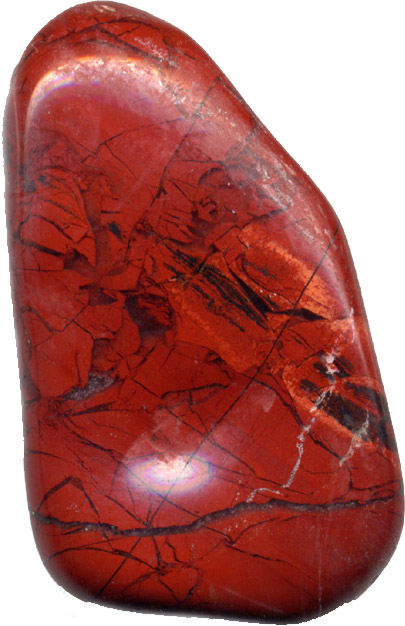
يشب
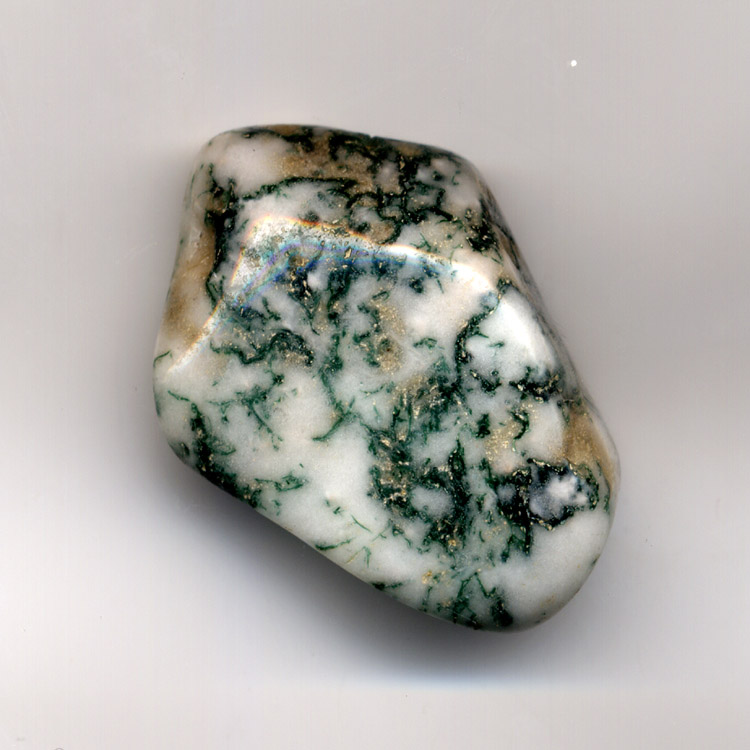
عقيق
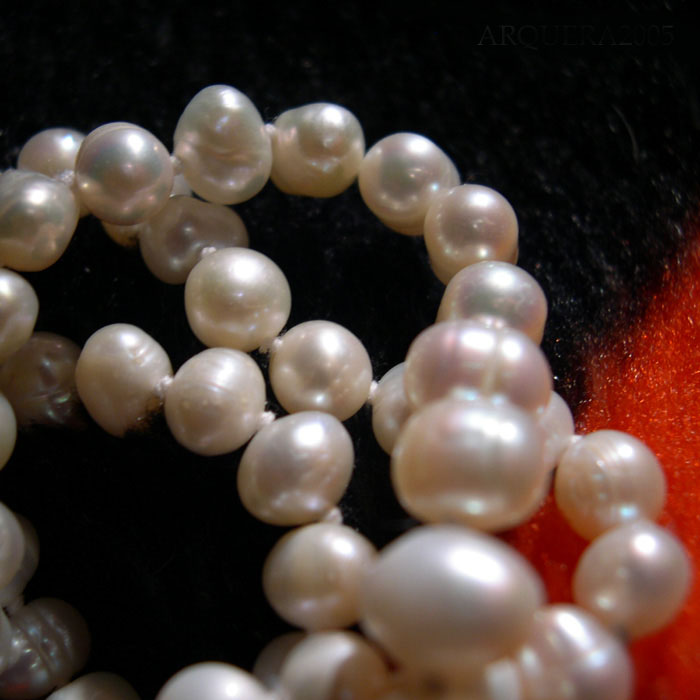
لؤلؤ
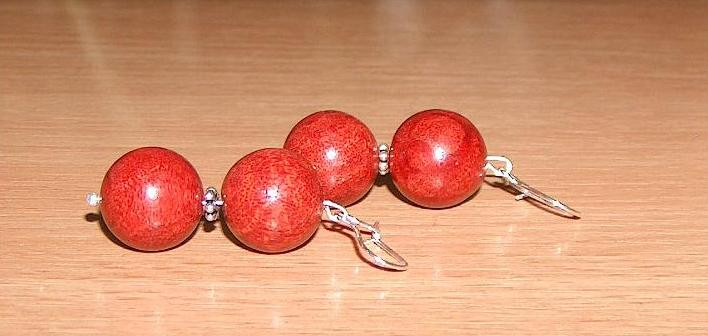
مرجان

## طالع أيضًا
- ألماس
- كهرمان
- زمرد أزرق
- سبحة
- عقيق
- سطيح الجوهرة

## روابط خارجية
- أحمد التيفاشي، كتاب أزهار الافكار في جواهر الأحجار (PDF)، OCLC:244293616، QID:Q131208860